# Anciennes faïenceries de Nevers
Les anciennes faïenceries sont des édifices ayant abrité des manufactures de faïence dans la ville de Nevers, département de la Nièvre.

## Historique

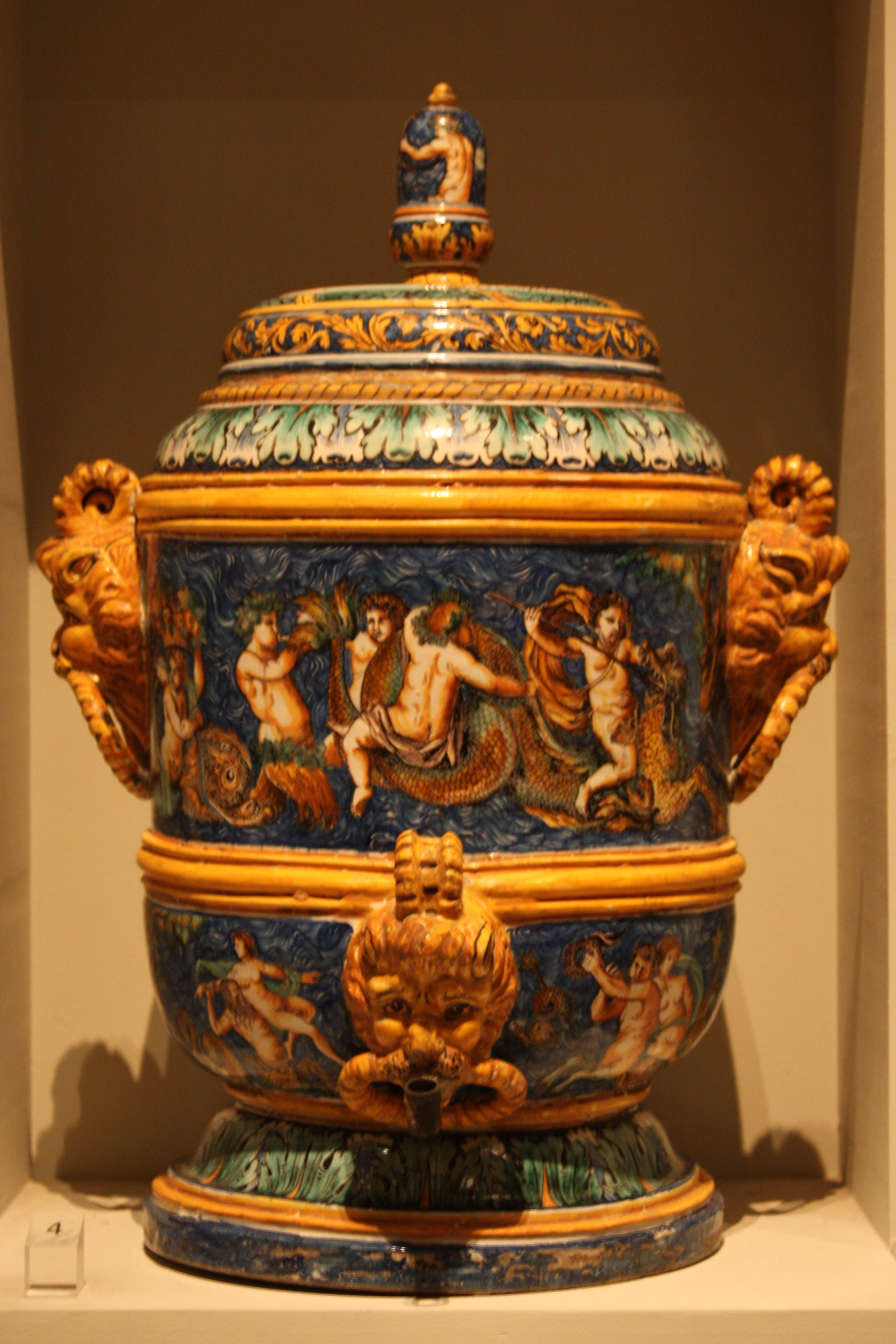
Vase en faïence de Nevers (vers 1600)

Nevers doit à Louis IV de Nevers sa célèbre activité de faïencerie. Vers la fin du XVIe siècle, il fait venir d'Italie Augustin Conrade, potier d’Albissola, près de Savone, et ses frères, Baptiste et Dominique qu'il installe au château du Marais à Gimouille. Leur réputation et leur réussite deviendront telles, que Nevers s'affirmera au XVIIe siècle comme capitale française de la faïence.
Augustin Conrad avait choisi Nevers pour s'implanter en France car tous les éléments étaient réunis pour fabriquer de la faïence de qualité (Les deux types de terre nécessaires, du bois qui chauffe mais ne fait pas de feu en provenance des forêts du Morvan), la Loire pour le transport sécurisé de ses produits.

## Les anciennes faïenceries

### L'Autruche
Inscrite aux Monuments Historiques, la faïencerie de l'Autruche est célèbre pour son "four de l'Autruche", que l'on peut visiter lors des Journées Européennes du Patrimoine.

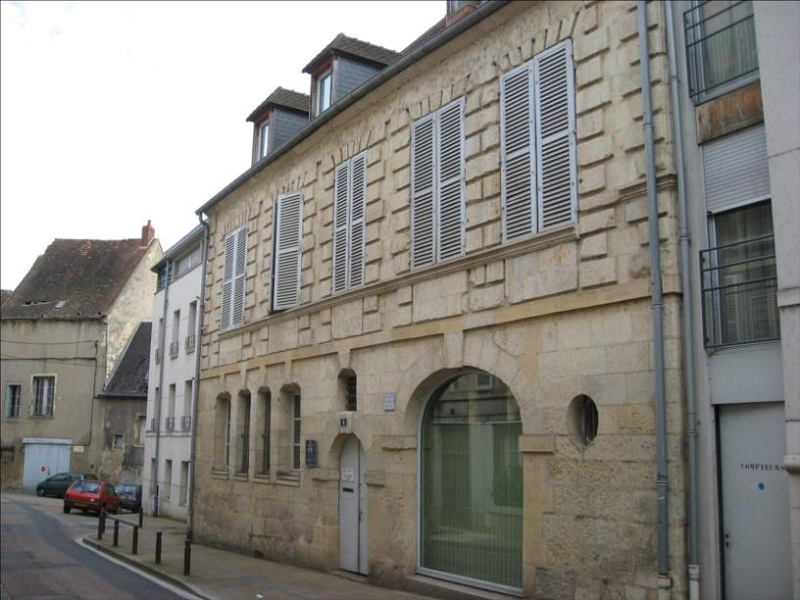
La faïencerie de l'Autruche
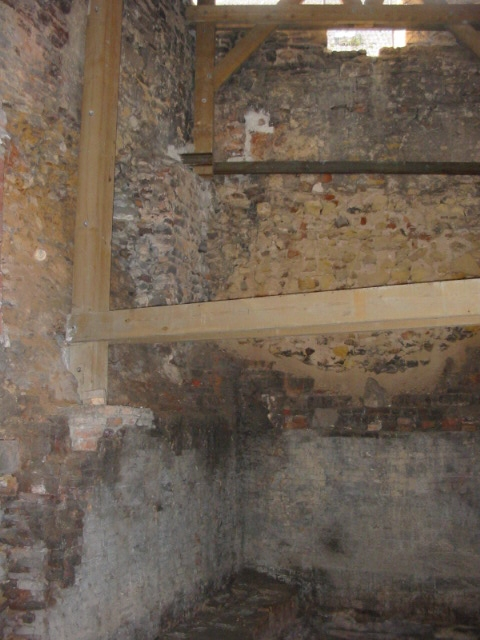
Le four de l'Autruche

### L'Image Notre-Dame
Une des anciennes faïenceries, ayant conservé sa plaque.

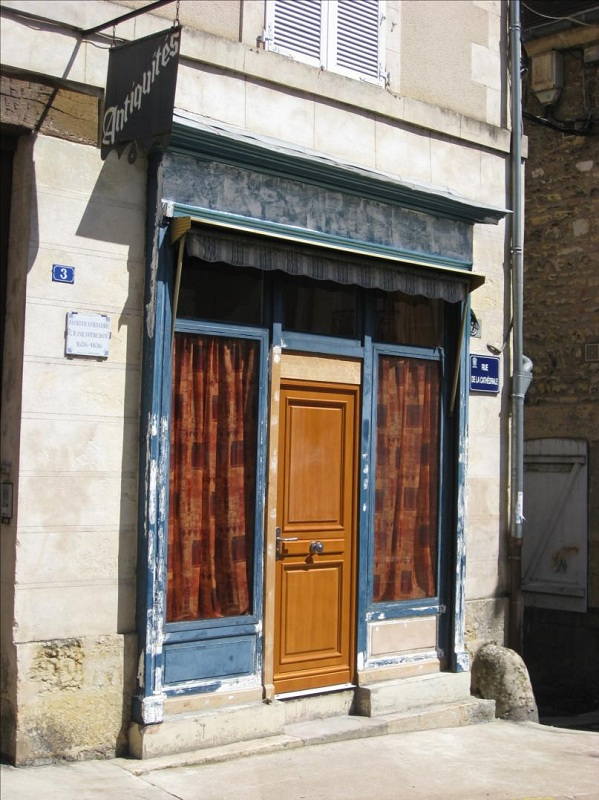

### La "fayencerie"!
Une ancienne faïencerie de Nevers, aujourd'hui boulangerie. Il est à remarquer le mot "fayencerie", écrit avec un Y au lieu du ï.<

### Le logis Saint-Gildas

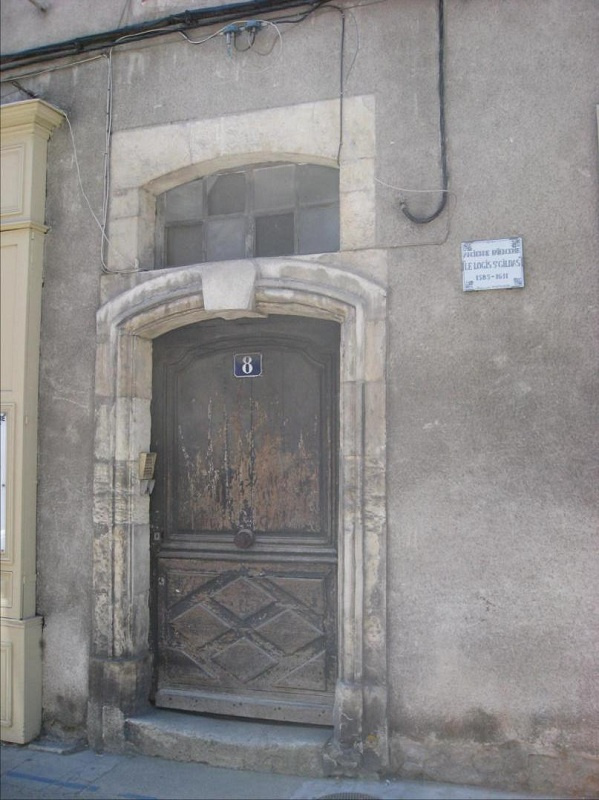
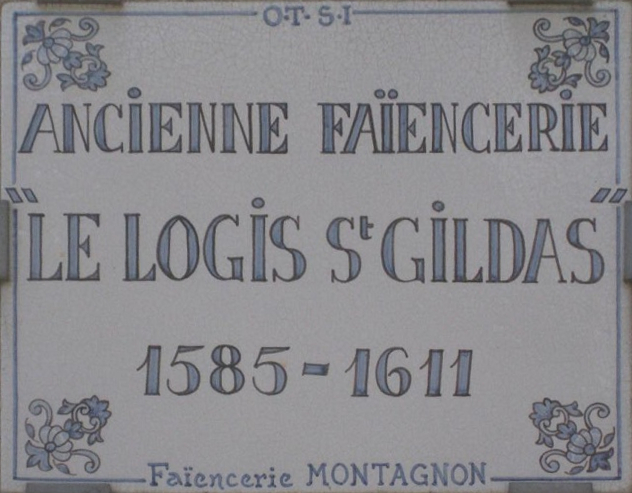
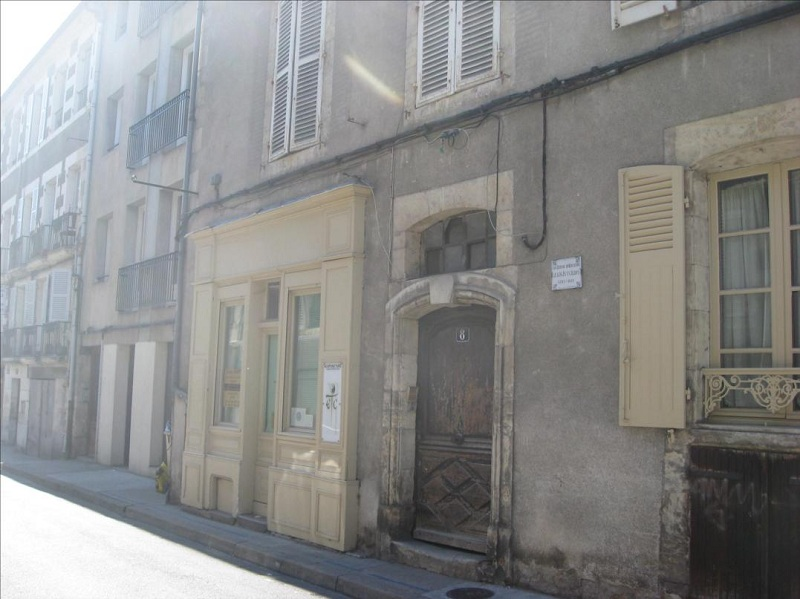

### Bethleem

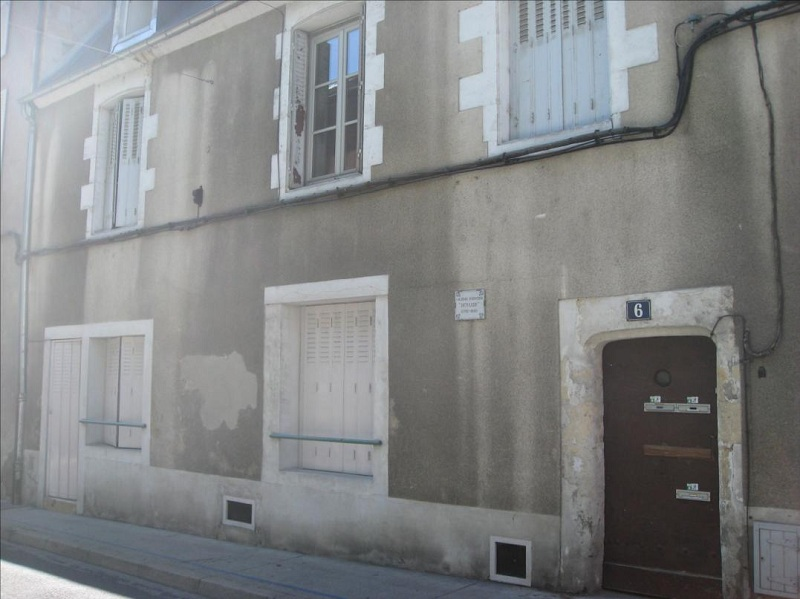
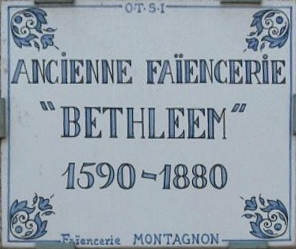

### Les Trois Rois

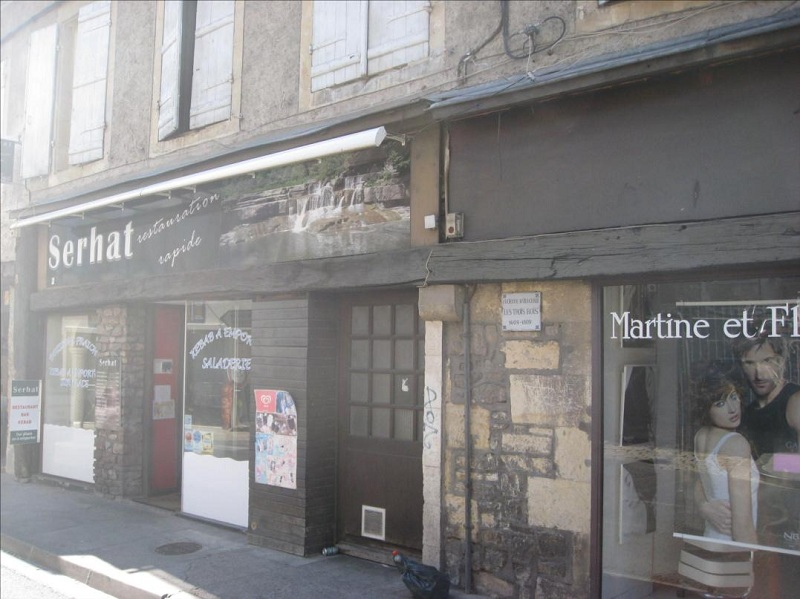
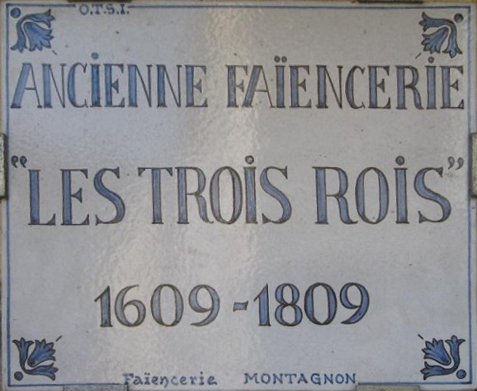